# Dreifaltigkeitskirche (Bradić)
Die Dreifaltigkeitskirche (serbisch: Црква Свете Тројице, Crkva Svete Trojice) ist eine serbisch-orthodoxe Kirche, im Dorf Bradić, im westlichen Serbien.
Die von 1936 bis 1955 erbaute Kirche ist der Heiligen Dreifaltigkeit geweiht und ist die Pfarrkirche der gleichnamigen Pfarrei und Kirchengemeinde Bradić im Dekanat Jadar der Eparchie Šabac der serbisch-orthodoxen Kirche.

## Lage

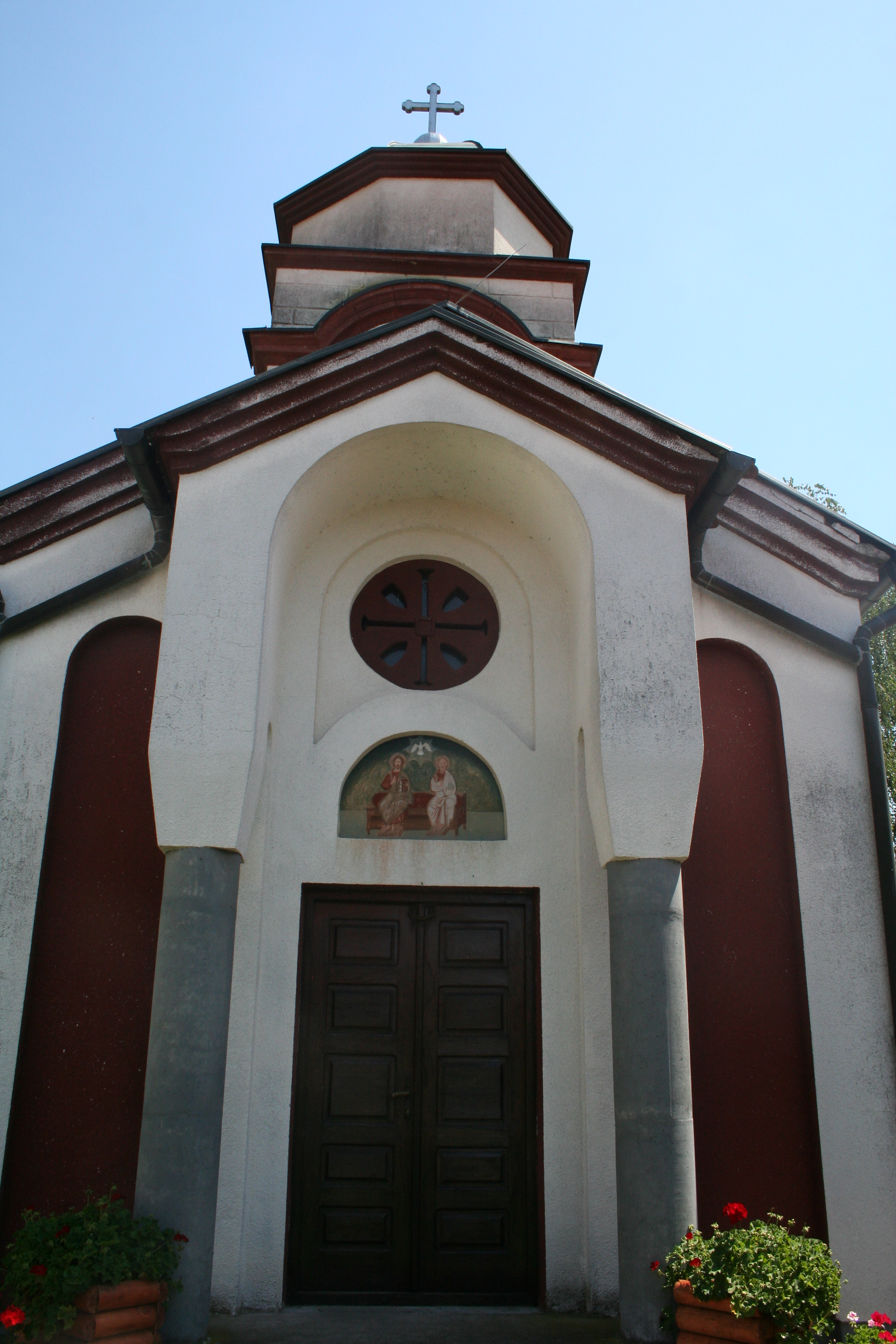
Westfassade der Kirche mit Haupteingang

Das Kirchengebäude steht im westlichen Dorfzentrum von Bradić, an der Straße Ulica Vladike Nikolaja Velimirovića, nahe der Hauptstraße des Dorfes, der Ulica Gorana Stanića.
Bradić liegt in der Opština Loznica, im Okrug Mačva im nordwestlichen Zentralserbien, in der historischen Region Jadar, benannt nach dem Fluss Jadar, der auch durch das Dorf fließt.
Im umzäunten Kirchhof stehen neben der Kirche auch das Pfarrhaus und eine kleine Kapelle, in der Kerzen angezündet werden können.
Unweit der Kirche steht ein Denkmal für die Opfer des Ersten Weltkriegs mit einer Büste des serbischen und jugoslawischen Königs Petar I Karađorđević.

## Geschichte
1936 wurde mit dem Bau der Kirche in der Zwischenkriegszeit im damaligen Königreich Jugoslawien begonnen. Mit Unterbrechungen wurde der Kirchenbau im Jahre 1955 beendet.
Während des Krieges wurde die Kirche von außen und im Inneren verputzt. Nach dem Ende des Zweiten Weltkrieges half der damalige Pfarrpriester der Kirche Hl. Prophet Elias aus Jadranska Lešnica, Vojislav Marković, beim Kirchenbau. Im Herbst 1955 wurde die Kirche fertiggestellt.
Am ersten Sonntag nach dem Feiertag Mariä Tempelgang wurde die Kirche durch eine priesterliche Weihe mit dem Segen des damaligen Bischofs Simeon eingeweiht. Priester Marković wurde für seinen Verdienst beim Kirchenbau ausgezeichnet.
1999 wurde die Kirche um einen Narthex erweitert und vom damaligen Bischof der Eparchie Mileševa, Filaret, nochmals feierlich eingeweiht.

## Architektur

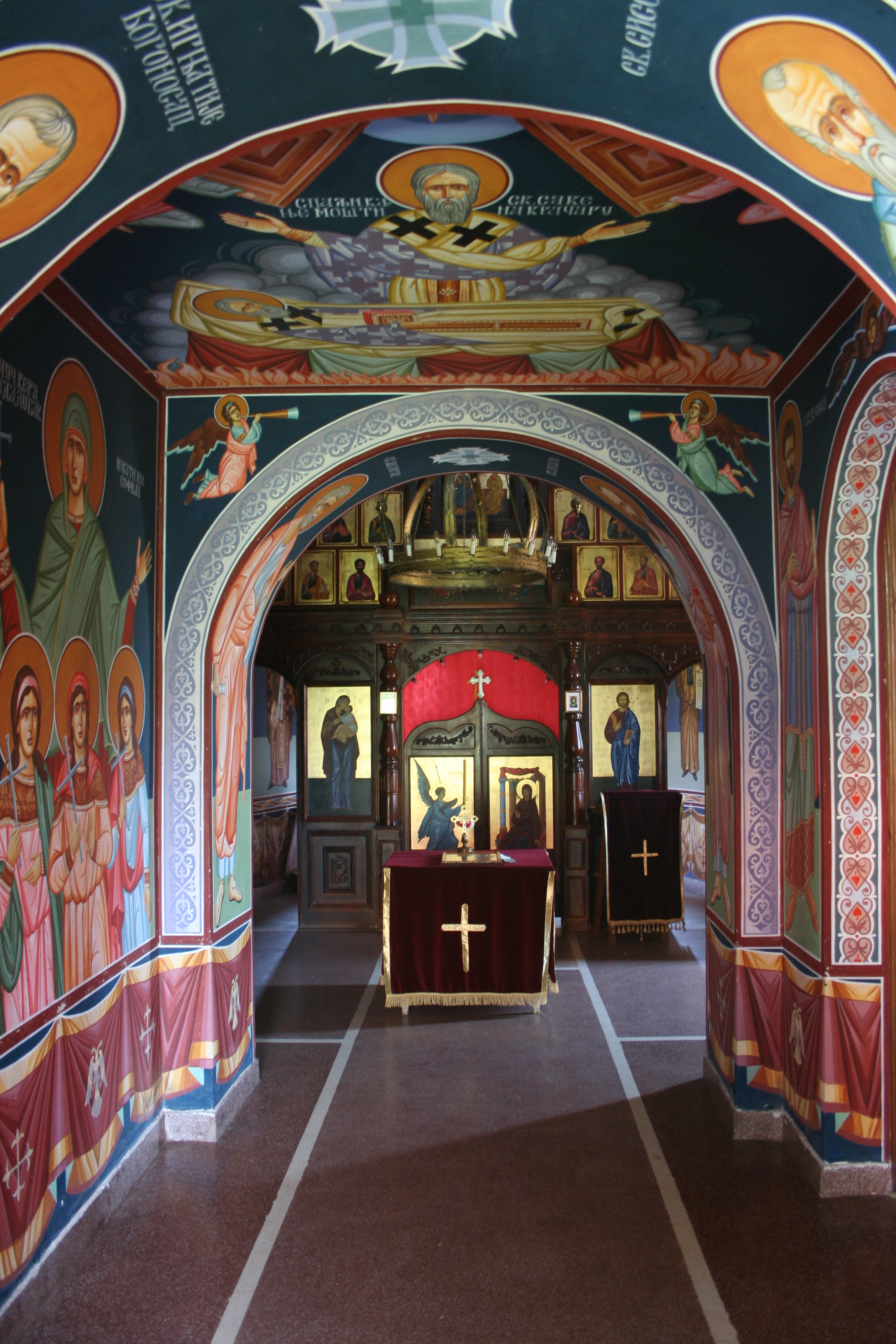
Fresken und Ikonostase im Kircheninnenraum

Sie ist in Form eines Trikonchos konzipiert und im traditionellen serbisch-byzantinischen Baustil erbaut worden.
Die einschiffige Kirche kleinerer Baudimension besitzt eine Altar-Apsis im Osten, zwei Seitenkonchen im Naos und einen kleinen Kirchturm im Westen, mitsamt angebautem Narthex und einem Eingangsportal.
Die Kirche besitzt einen Haupteingang an der Westseite mit einer Patronatsfreske der Hl. Dreifaltigkeit und jeweils einen Nebeneingang an der Süd- und Nordseite.
Sie besitzt typisch für Orthodoxe Kirchenbauten eine Ikonostase mitsamt Ikonen. Im Kircheninneren ist sie mit byzantinischen Fresken bemalt.

## Pfarrei Bradić
Die Pfarrei Bradić besteht aus den drei Dörfern Bradić, Brnjac und Gornji Dobrić. Derzeitiger Priester ist Vladan Polić. Im Ort existiert auch ein Serbisch-orthodoxer Dorffriedhof.